# محمد التيجاني السماوي
     لشخصية أخرى تحمل اسم محمد السماوي، طالع محمد السماوي (توضيح).

محمد التیجاني السماوي (مواليد 1943م في قفصة بتونس) عالم دين تونسي. نشأ في عائلة تنتمي للمذهب المالكي وبانتماء آخر إلى الطريقة الصوفية تيجانية ولذلك سمي بالتیجاني من قبل أمه. کان محمد التیجاني مسلما صوفياً ثم غیِر مذهبه إلی المذهب الشيعي خلال سفرة ذهب فیها من تونس إلی ليبيا ثم مصر ولبنان وسوريا ونهایة إلی العراق، وهناك التقی بعلماء الشيعة و تأثر بمعتقداتهم وفقههم وبعد رجوعه إلی تونس بدأ بالبحث واختار هذا المذهب.

## النشأة
ولد محمد التيجاني عام 1943م بمدينة قفصة الواقعة في جنوب دولة تونس، درس العلوم الدينية والعلوم الحديثة في تونس، حيث أنهى دراسته في جامعة الزيتونة في القدم، اشتغل بعدها في التدريس لمدة 17 عاماً، أخذ التيجاني شهادة الماجستير من جامعة باريس وكانت أطروحته التي قدّمها حول المقارنة بين الأديان، و حصل على شهادة الدكتوراه من جامعة السوربون وذلك بعد قبول أطروحته التي قدمها تحت عنوان: «النظريات الفلسفية في نهج البلاغة».

## الانتقال إلى المذهب الشيعي
تربى في أجواء دينية محيطة له لينال اسمى درجات التكامل العلمي والمعرفي والديني في أقصر مدة ممكنة، فحفظ نصف القرآن وهو بعد لم يبلغ العاشرة من عمره. التقى التيجاني خلال إقامته في مكة في بعثة أرسلت من تونس للحج وحضور مؤتمر بمكة أثناء أداء فريضة الحج وكان عمره ثمانية عشر عاما وكانت إقامته في السعودية خمسة وعشرين يوما. يقول: كنا نلتقي فيها بعلماء ونستمع إليهم في محاضراتهم، وقد تأثرت ببعض المعتقدات الوهابية (السلفية). وبعد عودته إلى تونس بدأ تعلم الدين على يد شيوخ من الطرق الصوفية. يقول فأصبحت مشتتا بين تيارين متناقضين. بعدها زار مصر أمضى عشرين يوما ، أثناء زيارته لمصر كان يحضر جلسات لشيوخ من الأزهر ويعجبون لما يحفظ من أحاديث وآيات وتعرف في جامعة الأزهر على العديد من العلماء الذين أهدوه بعض الكتب وعند مغادرته مصر للإتجاة إلى بيروت التقى أثناء رحلة سفره بشخص عراقي وهو أستاذ في جامعة بغداد اسمه منعم، وقد جاء إلى القاهرة لتقديم أطروحة الدكتوراه في الأزهر. وبعد أن دار بينهم حوار، أخبره منعم أنه شيعي فبدأت بينهم المناقشات الدينية وبعد أن دار بينهم نقاش على نقاط الخلاف بين المذهبين. دعاه منعم إلى تبين الأمر من مصادره الأصلية المعروفة ودعاه لزيارة العراق للاتصال بعلماء الشيعة. وبالفعل زار العراق والتقى بالسيد الخوئي والسيد 
 الصدر والكثير من الأساتذة. وبعد ذلك تم إهداء له كتب مثل كتاب (عقائد الإمامية) للشيخ محمد رضا المظفر و(أصل الشيعة واُصولها) للشيخ محمد حسين كاشف الغطاء ثم كتاب (المراجعات) للسيد شرف الدين الموسوي. وقام التيجاني بدراسة معمقة وبحث جاد في العقيدة حتى تشيع وترك المذهب السني وانتقل إلى المذهب الشيعي.

## کتبه
- له كتب أبرزها كتاب ثم اهتديت الذي يعد من أبرز الكتب التي تأثر بها المستبصرين[11]، وكتبه هي:[12]
- ثم اهتديت
- لأکون مع الصادقين
- فاسألوا أهل الذکر
- الشيعة هم أهل السنة
- فسیروا في الأرض فانظروا
- أفلا تعقلون
- كل الحلول عند آل الرسول
- اعرف الحق

## نقد
اتهمته بعض الأوساط الثقافية ب"الشخصية المتذبذبة وغير المستقرة، حيث تنقل بين عدة مذاهب فكرية وعقدية، إلى أن وصل به المطاف إلى التشيع، حيث منّت عليه إيران الخميني بالمال والثورة والمكانة فيها، وبذلت له الغالي والنفيس في سبيل الدعوة للمذهب الشيعي، مما جعل تحوله العقدي مشكوكا فيه وأنه كان تحول نحو الثروة. [بحاجة لمصدر]

## وصلات خارجیة
- صفحة عن محمد التيجاني السماوي/ مركز الأبحاث العقائدية